# TV9 (Malezja)
TV9 – malezyjska stacja telewizyjna. Została uruchomiona w 2006 roku.